# Casal de Benviure
El Casal de Benviure és un edifici del municipi de Castellbisbal (Vallès Occidental) protegida com a bé cultural d'interès local.

## Descripció
Es tracta d'un edifici aïllat de caràcter monumental.
La seva planta és rectangular i està format per una planta baixa -on s'hi obren porxos- i un primer i segon pis. Al primer hi ha una interessant arcada formant una galeria on s'han fet terrasses.
Com a elements a destacar: un coronament de la façana que es tradueix amb una cornisa ondulada de tipus barroc..., i a la façana est, les obertures estan decorades amb frontons, pilastres i balustrades amb regust francès.
També és cridaner una torre que s'aixeca al centre de la teulada i que té un gran ràfec amb estructura de fusta.

## Història
Fou manada construir pels amos de Can Coromines a començaments de segle xx, i no fou acabada fins al 1936. Els rumors diuen que s'hi volia fer un balneari.
Al costat del fantàstic edifici descrit, al mateix recinte, hi ha Can Coromines, de tipologia molt senzilla.